# Michailow-Canyon
Koordinaten: 64° 53′ S, 86° 11′ O
Der Michailow-Canyon ist ein Tiefseegraben in der Davissee vor der Leopold-und-Astrid-Küste des ostantarktischen Prinzessin-Elisabeth-Lands.
Benannt ist er nach Pawel Nikolajewitsch Michailow (1786–1840), russischer Maler und Zeichner sowie Teilnehmer an der ersten russischen Antarktisexpedition (1819–1821) unter der Leitung von Fabian Gottlieb von Bellingshausen.